# Maud von Rosen (skulptör)
Ella Clara Lilian Maud von Rosen, född 2 augusti 1902 på Väsby villa, Julita socken, Södermanlands län, död 1988, var en svensk skulptör och författare.
Hon var dotter till hovstallmästaren greve Clarence von Rosen och Agnes Maria von Blixen-Finecke samt gift första gången 1922–1937 med översten greve Gustaf-Fredrik von Rosen, andra gången från 1937 med Ernst Aurell och tredje gången från 1945 med civilingenjören Karl Gunnar Engberg. I första äktenskapet blev hon mor till Maud von Rosen och Ellen von Rosen. Rosen studerade skulptur som privatelev till Carl Milles. Separat ställde hon bland annat ut på Mansfield House i London 1931 och under den period hennes man var militärattaché i Washington medverkade hon i ett flertal amerikanska utställningar där hon fick ett erkännande. Bland hennes noterbara arbeten märks en modell till en plakett över Kurt Heinecke. 
Hon utgav tre böcker: Vi titta på Amerika 1933, Insh' Allah! (om Gud vill) : upplevelser och äventyr under en resa i Persien 1935 och Hjärtats kavaljer 1979.